# 交響曲第6番 (ヴォーン・ウィリアムズ)
交響曲第6番 ホ短調は、レイフ・ヴォーン・ウィリアムズが1944年から1947年にかけて作曲した交響曲である。作曲者は完成の直前に75歳の誕生日を迎えている。
最初の3楽章の不協和音がつんざく激しい性格のため「戦争交響曲」とも評された。闘争的であり、また皮肉や不気味さが交錯するこれらの楽章には、第二次世界大戦と戦後の混乱が反映しているといえる。しかし全曲の3分の1を占める終楽章は対照的に、終始ピアニッシモで緩やかに演奏される。これは平和の暗示ではなく、夜の静寂、冷たく生命のない世界の沈黙といった性格とも初演当時から評されてきた。ただし、作曲者はこの曲と戦争の関連性を強く否定しており、絶対音楽として理解してほしいと語っている。
初演は1948年4月21日、ロンドンのロイヤル・アルバート・ホールにおけるロイヤル・フィルハーモニック協会主催の演奏会で、サー・エイドリアン・ボールト指揮、BBC交響楽団によって行われた。

## 楽器編成
フルート3（第3奏者はピッコロ持ち替え）、オーボエ2、コーラングレ、クラリネット2、テナー・サクソフォーン、バス・クラリネット、ファゴット2、コントラファゴット、ホルン4、トランペット4（第4奏者は任意）、トロンボーン3、チューバ、ティンパニ、打楽器群（奏者3人以上：大太鼓、小太鼓、トライアングル、シンバル、シロフォン）、ハープ（できれば2）、弦五部
なお、テナー・サクソフォーンとバス・クラリネットは1人の奏者が兼ねても良いが、どちらも欠いてはならないと指定している。

## 楽曲構成
4楽章からなる。全曲で約34分との指定があり、全曲は切れ目なく演奏される。
1. アレグロ

1. モデラート

1. スケルツォ　アレグロ・ヴィヴァーチェ

1. エピローグ（モデラート）